# مایک روتوندا
مایک روتوندا (انگلیسی: Mike Rotunda؛ زادهٔ ۳۰ مارس ۱۹۵۸) کشتی‌گیر اهل ایالات متحده آمریکا است.